# Judo aux Jeux olympiques d'été de 1972
Navigation
Tokyo 1964 Montréal 1976
C'est la deuxième fois que le Judo est sport olympique. Il y a 5 catégories, une de plus qu'il y a 4 ans et seuls les hommes participent aux épreuves.
|       |                  |    |        |        |       |
| Pos : | Pays :           | Or | Argent | Bronze | Total |
| 1     | Japon            | 3  | 0      | 1      | 4     |
| 2     | Pays-Bas         | 2  | 0      | 0      | 2     |
| 3     | Union soviétique | 1  | 1      | 2      | 4     |
| 4     | Royaume-Uni      | 0  | 1      | 2      | 3     |
| 5     | RFA              | 0  | 1      | 1      | 2     |
| 6=    | Pologne          | 0  | 1      | 0      | 1     |
| 6=    | Corée du Sud     | 0  | 1      | 0      | 1     |
| 8     | France           | 0  | 0      | 3      | 3     |
| 9=    | Brésil           | 0  | 0      | 1      | 1     |
| 9=    | RDA              | 0  | 0      | 1      | 1     |
| 9=    | Corée du Nord    | 0  | 0      | 1      | 1     |

## Moins de 63 kg
| Or :                 | Argent :                     | Bronze :                                   |
| Takao Kawaguchi, JPN | Disqualification pour dopage | Kim Yong-ik, CDN Jean-Jacques Mounier, FRA |

## Moins de 70 kg
| Or :                 | Argent :              | Bronze :                                   |
| Toyokazu Nomura, JPN | Antoni Zajkowski, POL | Dietmar Hötger, RDA Anatoliy Novikov, URSS |

## Moins de 80 kg
| Or :                | Argent :          | Bronze :                              |
| Shinobu Sekine, JPN | Oh Seung-Lip, COR | Jean-Paul Coche, FRA Brian Jacks, GRB |

## Moins de 93 kg
| Or :                     | Argent :             | Bronze :                           |
| Shota Chochishvili, URSS | David Starbrook, GBR | Paul Barth, RFA Chiaki Ishii, BRES |

## Plus de  93 kg
| Or :              | Argent :         | Bronze :                                   |
| Willem Ruska, P-B | Klaus Glahn, RFA | Motoki Nishimura, JPN Givi Onashvili, URSS |

## Toutes catégories
| Or :              | Argent :                | Bronze :                                      |
| Willem Ruska, P-B | Vitali Kouznetsov, URSS | Jean-Claude Brondani, FRA Angelo Parisi, GBR. |